# Dermaphis crematogastri
Dermaphis crematogastri är en insektsart. Dermaphis crematogastri ingår i släktet Dermaphis och familjen långrörsbladlöss. Inga underarter finns listade i Catalogue of Life.